# Drosimomyia natalensis
Drosimomyia natalensis är en tvåvingeart som beskrevs av Kertesz 1916. Drosimomyia natalensis ingår i släktet Drosimomyia och familjen vapenflugor. Inga underarter finns listade i Catalogue of Life.